# Sepp Stappung

Sepp Stappung (1983)

Sepp Stappung (* 18. Dezember 1926 in Höngg bei Zürich; † 18. Juli 2010 in Schlieren; heimatberechtigt in Döttingen und Schlieren) war ein Schweizer Gewerkschafter und Politiker (SP).

## Leben

### Familie
Sepp Stappung war der Sohn des Metallarbeiters Josef Leonz Stappung und dessen Ehefrau Ida Hulda (geb. Schmid), Schneiderin.
Ab 1953 war er mit Adelheid Hedwig, die Tochter des Metallarbeiters Vinzenz Hegi, verheiratet; er lebte mit ihr in Schlieren und zog später mit seiner Ehefrau zuerst nach Klingnau und 2001 nach Dietikon.

### Werdegang
Sepp Stappung wuchs in Schlieren auf und erhielt eine Ausbildung zum Möbelschreiner; später war er dann Chauffeur der Verkehrsbetriebe Zürich.
An der ETH Zürich besuchte er verschiedene Kurse.
Er wurde 1963 Verbandssekretär des Schweizerischen Verbands des Personals öffentlicher Dienste (VPOD).
Nach der Gründung der Autobuskommission Limmattal (AKL) (später in Verkehrsbetriebe Region Limmattal (VBRL) umgetauft) am 1. Januar 1972, wurde er deren Präsident und blieb dieses auch nach der Umbenennung.
1977 erfolgte seine Wahl in den Verwaltungsrat der Reiseorganisation popularis und wurde 1978 Präsident der Spitalkommission sowie des Betriebsausschusses des Spitalverbands Limmattal; später war er auch Präsident des Spitalverbands; 1991 trat er von seinem Amt als Präsident zurück.
Er wurde 1982 in den Verwaltungsrat der Elektrizitätswerke des Kantons Zürich (EKZ) gewählt; 1991 erfolgte seine Wahl zum Vizepräsidenten.
Ab 1986 gehörte er dem Föderativverband des Personals öffentlicher Verwaltungen und Betriebe (FöV) an.
Nachdem sich 1991 ein Komitee zur Unterstützung des TGV-Projekts Rhein-Rhone (siehe LGV Rhin-Rhône) mit den Hochgeschwindigkeitsstrecken Deutschland-Lyon-Mittelmeer und Basel-Dijon-Paris gebildet hatte, trat Sepp Stappung diesem Komitee bei.

### Politisches Wirken
Sepp Stappung wurde 1952 Mitglied der SP und war von 1956 bis 1981 Vorstandsmitglied der SP Schlieren.
Von 1963 bis zu seinem Rücktritt 1983 war er im Gemeinderat von Schlieren und stand dort dem Ressort Gesundheit vor; ab 1974 war er Vize-Stadtpräsident.
Vom 6. Juni 1983 bis zu seiner Pensionierung am 24. November 1991 war er, als Nachfolger von Hedi Lang, Zürcher Nationalrat.
Im März 1984 stimmte er für einen Antrag, der 1986 zur Volksabstimmung über den Bundesbeschluss vom 14. Dezember 1984 über den Beitritt der Schweiz zur Organisation der Vereinten Nationen führte.
1988 unterzeichnete er die Motion Beitritt zum Menschenrechtspakt der UNO, die den Bundesrat aufforderte, den eidgenössischen Räten die Botschaft  über den Beitritt zum Menschenrechtspakt der UNO möglichst umgehend vorzulegen; die Schweiz ist dem Internationalen Pakt über bürgerliche und politische Rechte am 18. Juni 1992 beigetreten.
Er trat vehement gegen militärische Rüstungs- und Trainingsvorhaben und Bauprojekte auf, setzte sich aber für eine bessere Besoldung der Soldaten ein.

### Zugehörigkeit zur P-26
Ab 1984 gehörte Sepp Stappung der "Gruppe 426", dem fünfköpfigen parlamentarischen Beirat der geheimen militärischen Widerstandsorganisation P-26, an. Nach dem Bekanntwerden dieses Umstandes trat er umgehend aus dem Beirat aus. Trotz der Aufforderung der Geschäftsleitung der Zürcher SP trat er nicht von seinen politischen Ämtern zurück, hierbei erhielt er auch die Unterstützung seiner Fraktion unter der Leitung von Ursula Mauch. Später wurden die Namen von drei anderen Parlamentarier des Beirats bekannt.

## Schriften (Auswahl)
- Stoppt den Grossen Bruder!. In: Die Gewerkschaft vom 1. November 1979. S. 2 (Digitalisat).
- Das Streikrecht ist ein Menschenrecht. In: Die Gewerkschaft vom 8. September 1983. S. 4 (Digitalisat).
- Medienfreiheit ist mehr als Gewerbefreiheit. In: Profil Rote Revue, Band 66, Heft 12. 1987. S. 20–21 (Digitalisat).